# Concerto per Michelangelo
Concerto per Michelangelo è un documentario del 1977 diretto da Roberto Rossellini. Questo medio-metraggio di circa un'ora fu commissionato a Rossellini dal TG2 e dal Secondo programma (oggi l'odierna Rai 2). Fu trasmesso il sabato santo del 9 aprile 1977.

## Trama
Roberto Rossellini esplora gli affreschi di Michelangelo Buonarroti della Cappella Sistina in Vaticano durante un concerto del coro della cappella Musicale Pontificia diretta dal Maestro Monsignor Domenico Bartolucci.